# Brittiska mästerskapen (damvolleyboll)
Brittiska mästerskapen var en volleybollturnering för damlandslag från brittiska öarna som spelades 1986-1991.

## Upplagor
| Säsong | Säsong       | Podium  | Podium     | Podium |
| År     | Spelplats    | Guld    | Silver     | Brons  |
| ------ | ------------ | ------- | ---------- | ------ |
| 1986   | Nordirland   |         |            |        |
| 1987   | Bath         |         |            |        |
| 1988   | Bath         | England |            |        |
| 1989   | Newtownabbey | England | Nordirland |        |
| 1990   | Cardiff      | England |            |        |
| 1990   | Sheffield    | England |            |        |

## Medaljliga
| Pos. | Lag        | Guld | Silver | Brons |
| ---- | ---------- | ---- | ------ | ----- |
| 1    | England    | 4    | -      | -     |
| 2    | Nordirland | -    | 1      | -     |